# Condado de Piedrahíta
El Condado de Piedrahíta es un título nobiliario creado en 1485 a favor de Fadrique Álvarez de Toledo y Enríquez por los Reyes Católicos.
En 1366 el rey Enrique II de Castilla cedió Valdecorneja a  Álvarez de Toledo y Meneses, I señor de Valdecorneja. A partir de este momento, la historia de la villa estuvo inexorablemente unida al linaje de los Álvarez de Toledo.
En 1485 don Fadrique Álvarez de Toledo y Enríquez, primo de los Reyes Católicos, II duque de Alba de Tormes, II marqués de Coria, II conde de Salvatierrra de Tormes, VI señor de Valdecorneja, Piedrahíta y Huéscar, debido a la incorporación del Reino de Navarra fue nombrado también I conde de Piedrahíta.
El 29 de octubre de 1507 nació en el condado don Fernando Álvarez de Toledo y Pimentel, el gran duque de Alba, quien fue el más célebre de los miembros de la Casa de Alba debido a sus proezas militares, que aumentó el renombre del condado.
Durante el siglo XVIII, Fernando de Silva y Álvarez de Toledo, conocido como el duque viejo, construyó su palacio, hermosa edificación de estilo neoclásico francés: el Palacio de los duques de Alba. Su nieta María del Pilar Teresa Cayetana de Silva y Álvarez de Toledo hizo de esta bellísimo palacio un centro de reunión de los más granados artistas e intelectuales de su época.
La invasión y ocupación de los ejércitos de Francia fue desastrosa para los Alba. Las  tropas del general Goudinot cometieron todo tipo de abusos y el magnífico palacio fue destruido por la muchedumbre durante estos sucesos.
Desde 1931, el palacio y sus jardines pertenecen al municipio y, actualmente, albergan un centro de enseñanza y un parque.